# 太祖王
太祖大王（47年—165年，53年-146年在位），名高宫，是高句麗第六世君主，为琉璃王少子再思之子，慕本王为侍从杜鲁刺杀后，被迎立为王。（《后汉书》记载太祖王死于121年）。

## 治世
太祖王七歲即位，由太后垂簾聽政。在位时期是高句麗历史发展的重要时期。他除了将高句麗分散的各部实行统一以外，还与東漢政权进行过多次军事较量，屡犯遼東，显示了高句麗逐渐强大的军事实力。几次较大的冲突有：
- 56年春，太祖王吞并东沃沮。后又吞并东濊一部分领土；

中间有大量的历史空洞，使得这段历史时期只有太祖王一位君主，显得可能性很小。
- 105年春，派兵攻漢遼東郡六县，被太守耿夔击破，主将被杀；
- 118年，高句麗与濊貊联合攻漢玄菟郡，攻華麗城；
- 121年春，漢幽州刺史馮煥等击高句麗，被高句麗用诈降计打败，死伤二千余人；
- 同年夏，太祖王合鲜卑共八千人攻遼東，太守蔡諷以下百余人战死；
- 同年冬，太祖王合馬韩、濊貊共万余攻玄菟郡，漢军得到两万扶餘军之助，击退之；
- 146年，袭扰漢樂浪郡，杀带方縣令，掠太守妻子。

高句丽的扩张与集权化，导致了与汉朝的直接武力冲突。汉朝军事压力迫使高句丽迁都到丸都城。有觀點認為太祖王之母是夫余人，太祖王死后葬于夫余，太祖王曾于公元119年“幸夫余祀太后庙，存问百姓穷困者，赐物有差”，在位時北部到達今伊通河上游段。

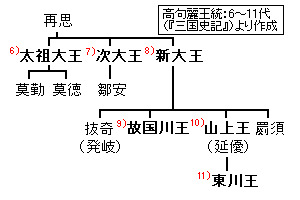
right200px

## 欠落後代推測
根據《北史·高句麗傳》記載：「朱蒙死，閭達（琉璃王）代立。如栗死，子莫來代立。…莫來子孫相傳，至裔孫宮」。然而，相對於之前四代君主的短壽，太祖王長達93年的統治時間及120歲高齡，使日本歷史學家井上秀雄在翻譯朝鮮歷史書《三国史記》時加注，表示懷疑在慕本王及太祖王之間還有數代失落的君主沒有被記載進歷史內。
宫虽然也是东明王、琉璃王的子孙，可却不是真正的开国君主首代高句丽王大武神王的子孙，更不是慕本王自己兄弟或其子孙，而只是慕本王堂兄弟的子孙，因此，宫的即位实际上已经使王位转入另一个王族宗族了，这可能就是宫被称为高句丽国祖王、太祖大王的原因。 
宫从17年在位，121年死，在位104年，以他七岁即位论，死时应为一百一十一岁。宫在位初期，中原大乱，高句丽乘机攻灭玄菟郡各县，前三王时代攻灭汉朝郡县的记载被《三国史记》的作者篡改为高宫一人所为。这样突出了高句丽一开始的强大、独立于汉朝形象和开国者的英姿。

## 王系譜的異説
```
『三国史記』高句麗本紀
┏━大祖大王（宮）
┣━次大王（遂成）
┗━新大王（伯固）━┳━故国川王
　　　　　　　　　　┣━発岐（抜奇）
　　　　　　　　　　┣━山上王（伊夷謨）━━東川王（位宮）
　　　　　　　　　　┗━罽須
『後漢書』高句驪伝
宮━━遂成━━伯固
『三国志』高句麗伝
宮━━伯固
```

《三国史记》将宫、遂成、伯固三代王看成是兄弟，结果在一百多年内只有三兄弟为王，其真实性令人怀疑。如果太祖王真的是121年死，遂成、伯固最可能是宫的曾孙，当然也不排除是宫的孙子的可能性。